# Carl Scheibler (Chemiker)

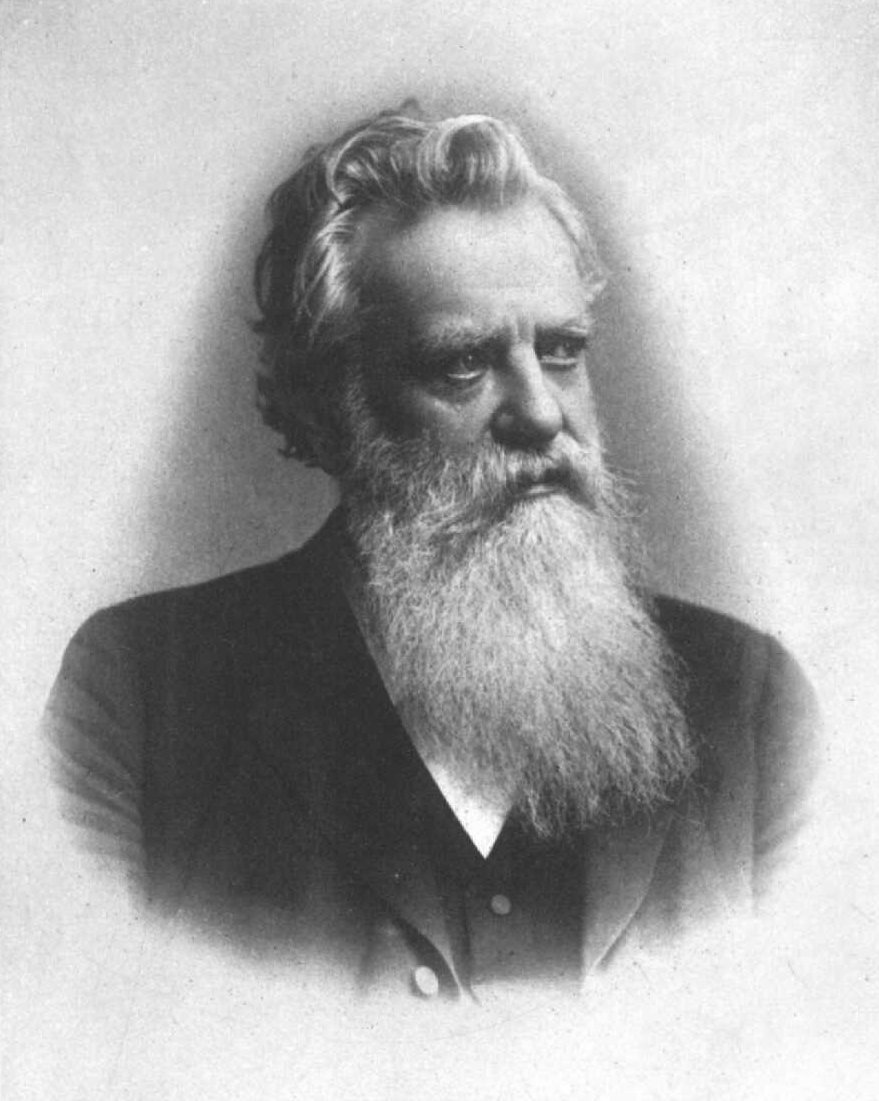
Carl Scheibler

Carl Scheibler (* 16. Februar 1827 in Gemereth/Kettenis; † 2. April 1899 in Berlin; vollständiger Name Carl Wilhelm Bernhard Scheibler) war ein deutscher Chemiker.

## Leben
Der Sohn von Friedrich August Theodor Scheibler (1788–1864) aus der in Monschau und Eupen bekannten Tuchfabrikantenfamilie Scheibler und der Anna Gertrud Eschweiler (1806–1877) sowie ein Enkel der Kochbuchautorin Sophie Wilhelmine Scheibler galt als bedeutender Chemiker auf dem Bereich der Zuckerforschung. Nach seiner Schulzeit in Aachen und dem Studium der Chemie in Berlin arbeitete er als Chemiker bei Gustav Werther in Königsberg und ab 1858 an der Pommerschen Provinzial-Zuckersiederei in Stettin.
Im Jahr 1866 gründete er, wieder zurück in Berlin, das private Zuckerchemische und technische Laboratorium, welches auf Grund von Forschungsgeldern auch als Laboratorium des Vereins für die Rübenzuckerindustrie des Deutschen Reiches benutzt und als Institut für Zuckerindustrie betitelt wurde, die als erste Forschungseinrichtung auf dem Lebensmittelsektor der Welt galt. Scheibler gehörte 1867 zu den Mitbegründern der Deutschen Chemischen Gesellschaft zu Berlin sowie der Stettiner Abteilung der Polytechnischen Gesellschaft. Seit 1870 lehrte er als Professor an der Gewerbeakademie Berlin und an der Landwirtschaftlichen Hochschule Berlin. Darüber hinaus war er von 1877 bis 1882 Mitglied des Reichspatentamtes.
Ab 1882 führte Scheibler sein Forschungslabor nach Streitigkeiten mit dem Verein der Zuckerrübenindustrie nur noch auf privater Basis fort und konnte hier noch einige lukrative Patente erwerben. So gab er beispielsweise seinem Kölner Verwandten Carl Johann Heinrich Scheibler wertvolle Hilfen bei dessen Forschungen auf dem Gebiet der Düngemittelproduktion und entwickelte 1888 für Otto von Bismarck ein einfaches Verfahren zur Herstellung von rauchschwachen Pulvern.
Neben seinen beruflichen Tätigkeiten war Scheibler noch vielfach sozial engagiert. So gründete er 1870 den Berliner Lokalverein zur Pflege im Felde verwundeter und erkrankter Krieger, dem späteren Institut der Berliner Sanitätswachen, dem er auch viele Jahre als Präsident vorstand, sowie den Berliner Lokalverein zum Rothen Kreuze. Für seine Verdienste wurde Scheibler 1889 zum Geheimen Regierungsrat ernannt. 1891 wurde er zum Mitglied der Deutschen Akademie der Naturforscher Leopoldina gewählt. Er wirkte auch an der Erschließung und Bebauung des Ortsteils Baumschulenweg mit. 1905 wurde deshalb dort ihm und seinem Sohn Fritz zu Ehren in Berlin eine Straße nach ihm benannt.
Er war verheiratet mit Auguste von Riesen († 1892) und lebte nach der Scheidung von ihr ab 1863 mit der Lebensgefährtin Charlotte Uterhardt (1845–1906) zusammen. Mit seiner Frau hatte er einen bereits früh verstorbenen Sohn und mit seiner Lebensgefährtin noch fünf außereheliche Kinder.
Carl Scheibler starb 1899 im Alter von 72 Jahren in Berlin. Beigesetzt wurde er auf dem Alten Zwölf-Apostel-Kirchhof in Schöneberg. Das Grab ist nicht erhalten.

## Scheiblers Errungenschaften auf dem Gebiet der Zuckerforschung
Nachdem Scheibler sich anfangs der Erforschung des Aluminiumacetats gewidmet hatte und das nach ihm benannte Antiseptikum Scheiblers Mundwasser in den Handel gebracht hatte, wandte er sich ab seiner Stettiner Zeit dem Zucker zu. Im Jahre 1863 erfand er das Elutionsverfahren zur Melasseentzuckerung und forschte anschließend auf dem Gebiet der in den Zuckerrüben enthaltenen „Nichtzucker“. Dabei entdeckte er unter anderem das Betain, die Asparaginsäure, die Glutaminsäure, die Arabinose, die Arabinsäure, die Dextrane, die Glycerinphosphorsäure und das Cholesterin.
Scheibler entwickelte unter anderem zuckeranalytische Standardmethoden wie beispielsweise das Soleil-Scheiblersche-Polarimeter oder das Calcimeter nach Scheibler. Seine technologischen Arbeiten erreichten 1880 ihren Höhepunkt mit der Patentierung und Einführung des Strontianverfahrens zur Melasseentzuckerung.

## Scheiblerapparat

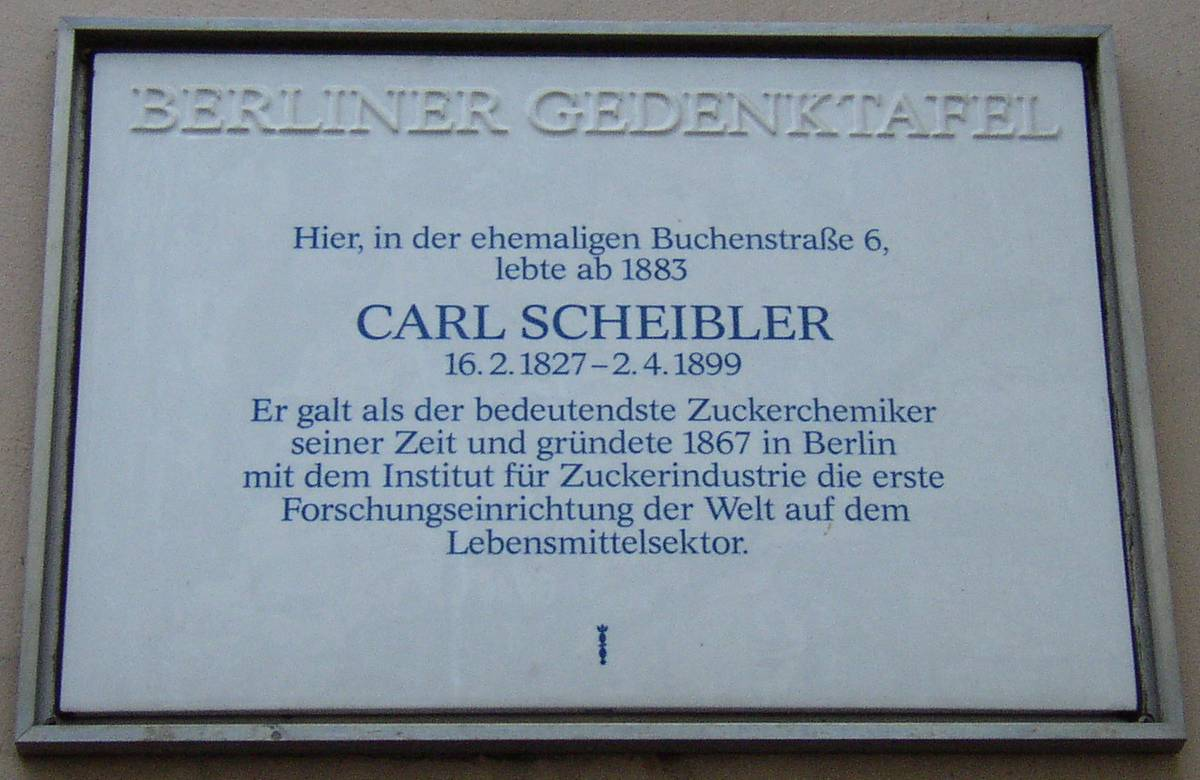
Berliner Gedenktafel in Berlin-Tiergarten (Derfflingerstraße 8)

Der Scheiblerapparat wird für die Bestimmung des Carbonatgehaltes gebraucht. Dabei füllt man eine bestimmte Menge einer Probe (meist Erde/Boden, Baustoffe, aber auch Wasser) in ein spezielles Glasgefäß, in das eine Phiole eingebaut ist. In diese Phiole wird verdünnte Salzsäure gefüllt. Rund um die Phiole befindet sich die zu prüfende Substanz. Danach schließt man das Reaktionsgefäß an den Scheiblerapparat an; das ist ein U-förmig gebogenes Glasrohr, das mit angesäuertem Wasser (damit kein CO2 adsorbiert wird) gefüllt ist. Alternativ kann auch normales Wasser in Kombination mit einem in die Apparatur eingebauten Ballon, der das CO2 aufnimmt, verwendet werden. Nun wird das Reaktionsgefäß gekippt, so dass die Salzsäure aus der Phiole auf die Probe fließt. Durch die chemische Reaktion von dem in der Probe enthaltenen Carbonat und der Salzsäure entsteht CO2, das die Flüssigkeit im U-förmig gebogenen Glasrohr verdrängt. Die verdrängte Flüssigkeitsmenge (Volumen des entwickelten CO2) kann an einer Skala abgelesen werden und in den Carbonatgehalt der Probe umgerechnet werden; bei der Berechnung muss die Temperatur- und Luftdruckabhängigkeit des Gasvolumens berücksichtigt werden. Die Bestimmung nach Scheibler ist noch heute ein Standardverfahren zur Carbonatbestimmung in Böden und Sedimenten.